# Cenicienta (franquicia)
Cenicienta, también referida como La Cenicienta (Cinderella en su versión original en inglés), es una franquicia de medios de Disney, la cual comenzó con la película de animación de 1950 La Cenicienta, basada en el cuento de hadas mismo nombre. La franquicia se expandió con dos secuelas, una adaptación de imagen real, varias atracciones en los Parques Disney, entre otros medios. También Cenicienta, protagonista titular de la franquicia, es miembro de la franquicia de Princesas Disney.

## Películas de animación

### La Cenicienta(1950)
El 12.º largometraje de animación de Disney. Relata la vida de Cenicienta, una muchacha que se ve obligada a trabajar como sirvienta para su madrastra y sus dos hermanastras. A pesar de las negaciones de estas, con ayuda de su Hada Madrina logra ir al baile que se celebra en el palacio real, donde tras conocer al príncipe, Cenicienta tiene la oportunidad de tener una vida mejor. Fue estrenada el 15 de febrero de 1950.

### Cinderella II: Dreams Come True(2002)
Conocida como La Cenicienta 2: Un sueño hecho realidad en Hispanoamérica y La Cenicienta 2: ¡La magia no termina a medianoche! en España, es la secuela de la película de 1950. La película consta de tres historias relatadas por los ratones: la primera siendo sobre la llegada de Cenicienta a palacio y cómo intenta encajar como la nueva princesa; la segunda tratando sobre Jaq tras ser convertido en humano por el Hada Madrina; y la tercera sobre Anastasia y cómo se enamora del panadero del pueblo. Fue lanzada directamente para video el 26 de febrero de 2002.

### Cinderella III: A Twist in Time(2007)
Conocida como La Cenicienta 3: Un giro en el tiempo en Hispanoamérica y Cenicienta: Qué pasaría si...  en España, es la segunda secuela de la película de 1950. En la película, Lady Tremaine se apodera de la varita del Hada Madrina, y utiliza su magia para viajar atrás en el tiempo y evitar que Cenicienta se pruebe el zapato de cristal, con lo cual Cenicienta deberá esforzarse por conseguir su final feliz. Fue lanzada directamente para video el 6 de febrero de 2007.

## Película de imagen real
Cinderella (Cenicienta en España y La Cenicienta en Hispanoamérica) es la adaptación de imagen real de la película de 1950. Fue estrenada el 13 de marzo de 2015.

## Atracciones

### Castillo de la Cenicienta
El Castillo de la Cenicienta es el castillo de cuento de hadas en el centro de dos parques temáticos de Disney: Magic Kingdom en Walt Disney World Resort y Tokyo Disneyland en Tokyo Disney Resort. Ambos sirven como íconos reconocidos mundialmente y como la principal atracción de sus respectivos parques temáticos. Junto con el Castillo de la Bella Durmiente, el Castillo es un símbolo icónico de The Walt Disney Company en su conjunto.

### Prince Charming Regal Carrousel
Un carrusel hubicado en Magic Kingdom en Walt Disney World Resort. Un carrusel similar se encuentra ubicado en Tokyo Disneyland, bajo el nombre de Castle Corrousel.

### L'Auberge de Cendrillon
L'Auberge de Cendrillon (francés para Posada de Cenicienta) es un restaurante ubicado en el área de Fantasyland en Disneyland Paris.